# Li Zhuhong
Li Zhuhong (chinesisch 李柱宏, Pinyin Lǐ Zhùhóng; * 22. Oktober 1983) ist ein chinesischer Marathonläufer.
Mit einem zweiten Platz beim Xiamen-Marathon in seiner persönlichen Bestzeit von 2:11:43 h qualifizierte er sich für den Marathon der Olympischen Spiele 2004 in Athen, bei dem er den 31. Platz belegte. Bei den Leichtathletik-Weltmeisterschaften 2007 in Osaka kam er auf den 43. Platz, nachdem er zuvor in diesem Jahr den Xiamen-Marathon in 2:13:17 h gewonnen hatte.